# Eppelsheim
Eppelsheim là một đô thị thuộc huyện Alzey-Worms, bang Rheinland-Pfalz, nước Đức. Đô thị Eppelsheim có diện tích 5,57 km².